# Plessa
Plessa (baix sòrab Pěsčawy) és un municipi alemany que pertany a l'estat de Brandenburg. Forma part de l'Amt Plessa. Està regat per l'Schwarze Elster, un afluent de l'Elba que al segle xix tenia un paper com via navegable.

## Evolució demogràfica
| Any  | Població |
| ---- | -------- |
| 1875 | 1 600    |
| 1890 | 1 820    |
| 1910 | 2 863    |
| 1925 | 3 418    |
| 1933 | 3 801    |
| 1939 | 3 936    |
| 1946 | 4 409    |
| 1950 | 4 946    |
| 1964 | 4 787    |
| 1971 | 4 799    |

| Any  | Població |
| ---- | -------- |
| 1981 | 4 385    |
| 1985 | 4 178    |
| 1989 | 3 990    |
| 1990 | 3 928    |
| 1991 | 3 824    |
| 1992 | 3 797    |
| 1993 | 3 764    |
| 1994 | 3 700    |
| 1995 | 3 648    |
| 1996 | 3 604    |

| Any  | Població |
| ---- | -------- |
| 1997 | 3 551    |
| 1998 | 3 560    |
| 1999 | 3 494    |
| 2000 | 3 459    |
| 2001 | 3 414    |
| 2002 | 3 383    |
| 2003 | 3 333    |
| 2004 | 3 316    |
| 2005 | 3 216    |
| 2006 | 3 153    |

| Any  | Població |
| ---- | -------- |
| 2007 | 3 051    |
| 2008 | 2 991    |
| 2009 | 2 921    |
| 2010 | 2 887    |
| 2011 | 2 864    |
| 2012 | 2 825    |
| 2013 | 2 791    |